# Sonorasaurus thompsoni
Il sonorasauro (Sonorasaurus thompsoni) è un dinosauro erbivoro appartenente ai sauropodi. Visse alla fine del Cretaceo inferiore (circa 100 milioni di anni fa) e i suoi resti fossili sono stati ritrovati in Nordamerica (Arizona).

## Descrizione
Conosciuto per uno scheletro parziale, questo dinosauro doveva essere lungo circa 15 metri e quindi era di dimensioni medie per un sauropode. I resti rinvenuti comprendono gran parte delle ossa delle zampe, la pelvi, alcune vertebre dorsali, costole e gastroliti. Le zampe erano snelle e le costole dorsali massicce, come nei brachiosauridi. Le zampe anteriori erano dotate di soli due artigli sul primo e secondo dito, al contrario dell'autore della famosa pista ritrovata in Texas e risalente all'incirca allo stesso periodo, nota come Brontopodus birdi, il quale possedeva quattro artigli.

## Classificazione
I resti di Sonorasaurus sono relativamente completi, ma purtroppo in cattivo stato di conservazione; quello che un tempo si pensava fosse un cranio ritrovato fra i resti risultò poi essere una vertebra distorta. È quindi difficile riscontrare caratteristiche distintive di questo animale, e spesso Sonorasaurus è considerato un nomen dubium. La descrizione originale (Ratkevich 1998) ha attribuito Sonorasaurus ai brachiosauridi, una famiglia di sauropodi macronari dalle dimensioni solitamente gigantesche, come Brachiosaurus e Giraffatitan. Alcune caratteristiche anatomiche differenzierebbero Sonorasaurus da un altro sauropode americano del Cretaceo conosciuto per resti scarsi, Pleurocoelus. Tra i resti di Sonorasaurus è stato rinvenuto un dente acuminato attribuito al grande dinosauro carnivoro Acrocanthosaurus; evidentemente il predatore si è nutrito della carcassa dell'erbivoro prima che questa venisse sepolta dai sedimenti.